# Liste der Gemarkungen im Landkreis Kulmbach
Die Liste der Gemarkungen im Landkreis Kulmbach umfasst die 105 Gemarkungen des Landkreises Kulmbach im Regierungsbezirk Oberfranken des Freistaat Bayerns. 9 Gemarkungen sind hiervon gemeindeübergreifend.

## Gemarkungen im Landkreis Kulmbach
| Nr.    | Gemarkung             | Gemeinde        | Gemeindeteile | Fläche in km² | Flur- stücke | ⌀-Fläche in m² | Quelle  |
| ------ | --------------------- | --------------- | --- | ------------- | ------------ | -------------- | ------- |
| 091718 | Grafengehaig          | Grafengehaig    | Grafengehaig, Hohenreuth, Höhhof, Mehlthaumühle, Seifersreuth, Weiglas | 5,716         | 725          | 7883,93        | [ 2 ]   |
| 091719 | Eppenreuth            | Grafengehaig    | Eppenreuth, Schindelwald, Vollauf | 2,987         | 344          | 8683,31        | [ 3 ]   |
| 091724 | Grünlas               | Grafengehaig    | Grünlas, Oberweißenstein, Waldhermes | 2,023         | 204          | 9915,35        | [ 4 ]   |
| 091722 | Horbach               | Grafengehaig    | Horbach, Mesethmühle (zum Teil), Vollaufmühle, Vordererb, Weißenstein | 2,157         | 213          | 10124,42       | [ 5 ]   |
| 091723 | Rappetenreuth         | Grafengehaig    | Rappetenreuth, Zegast | 1,425         | 159          | 8959,89        | [ 6 ]   |
| 091720 | Schlockenau           | Grafengehaig    | Bromenhof, Schlockenau | 1,981         | 214          | 9254,94        | [ 7 ]   |
| 091721 | Walberngrün           | Grafengehaig    | Hetzenhof, Hintererb, Hüttenbach, Mesethmühle (zum Teil), Walberngrün | 2,782         | 352          | 7903,68        | [ 8 ]   |
| 091725 | Weidmes               | Grafengehaig    | Guttenberger Hammer, Hübnersmühle und Weidmes | 1,745         | 301          | 5796,58        | [ 9 ]   |
| 091761 | Guttenberg            | Guttenberg      | Breitenreuth, Buch, Eeg, Guttenberg, Kaltenstauden, Maierhof, Messengrund, Möhrenreuth, Neuenwirtshaus, Pfaffenreuth, Streichenreuth, Torkel, Torschenknock, Vogtendorf                    | 10,655        | 979          | 10883,98       | [ 10 ]  |
| 091769 | Harsdorf              | Harsdorf        | Altenreuth, Brauneck, Harsdorf, Haselbach, Hettersreuth, Holzlucken, Lettenhof, Oberaltenreuth, Oberlaitsch, Oberlohe, Ritterleithen, Sandreuth, Unitz, Unterlohe, Zettmeisel              | 8,492         | 1815         | 4678,90        | [ 11 ]  |
| 091766 | Trebgaster Forst      | [mehrere]       | | 4,457         | 7            | 636720,89      | [ 12 ]  |
| 091766 | Trebgaster Forst 0    | Harsdorf        | |               |              |                |         |
| 091766 | Trebgaster Forst 1    | Trebgast        | |               |              |                |         |
| 091778 | Himmelkron            | Himmelkron      | Hermeshof, Himmelkron, Schiefe Ebene, Schwärzhof, Streit, Streitmühle und Ziegelhütte | 5,847         | 1318         | 4436,14        | [ 13 ]  |
| 091779 | Gössenreuth           | Himmelkron      | Gössenreuth | 4,905         | 578          | 8486,34        | [ 14 ]  |
| 091777 | Himmelkroner Forst    | Himmelkron      | | 3,642         | 33           | 110353,07      | [ 15 ]  |
| 091780 | Lanzendorf            | Himmelkron      | Gleisenhof, Kieselhof, Kremitz, Kunigundenhof, Lanzendorf, Lindenhof | 8,670         | 1754         | 4942,71        | [ 16 ]  |
| 091785 | Kasendorf             | Kasendorf       | Kasendorf, Lindenberg, Zultenberg | 9,224         | 1553         | 5939,48        | [ 17 ]  |
| 091784 | Azendorf              | Kasendorf       | Azendorf, Neudorf, Reuth | 11,228        | 1168         | 9612,98        | [ 18 ]  |
| 091783 | Döllnitz              | Kasendorf       | Döllnitz, Krumme Fohre (zum Teil), Pulvermühle | 4,245         | 626          | 6780,74        | [ 19 ]  |
| 091786 | Heubsch               | Kasendorf       | Heubsch, Krumme Fohre (zum Teil), Papiermühle | 3,748         | 645          | 5811,03        | [ 20 ]  |
| 091781 | Lopp                  | [mehrere]       | | 4,777         | 540          | 8845,43        | [ 21 ]  |
| 091781 | Lopp 0                | Kasendorf       | Lopp |               |              |                |         |
| 091781 | Lopp 1                | Mainleus        | Bechtelsreuth, Krötennest und Wüstenbuchau |               |              |                |         |
| 091782 | Peesten               | Kasendorf       | Dörnhof, Krumme Fohre (zum Teil), Lichtentanne, Peesten | 3,703         | 430          | 8611,34        | [ 22 ]  |
| 091788 | Schirradorf           | [mehrere]       | | 13,429        | 1263         | 10632,84       | [ 23 ]  |
| 091788 | Schirradorf 0         | Kasendorf       | Welschenkahl |               |              |                |         |
| 091788 | Schirradorf 1         | Wonsees         | Schirradorf |               |              |                |         |
| 091765 | Ködnitz               | Ködnitz         | Ebersbach, Fölschnitz, Haaghof, Hauenreuth, Heinersreuth, Höllgraben, Ködnitz, Leithen, Listenberg, Maierhof, Pinsenhof, Reisighof, Reuth, Spitzeichen, Stephansreuth, Tennach, Zettmeisel | 13,946        | 1932         | 7218,22        | [ 24 ]  |
| 091764 | Kauerndorf            | Ködnitz         | Forstlasmühle, Kauerndorf, Mühlberg | 4,111         | 643          | 6394,16        | [ 25 ]  |
| 091757 | Kulmbacher Forst      | [mehrere]       | | 4,800         | 13           | 369212,22      | [ 26 ]  |
| 091757 | Kulmbacher Forst 0    | Ködnitz         | |               |              |                |         |
| 091757 | Kulmbacher Forst 1    | Kulmbach        | |               |              |                |         |
| 091754 | Kulmbach              | Kulmbach        | Kulmbach, Plassenburg | 6,515         | 3720         | 1751,24        | [ 27 ]  |
| 091752 | Blaich                | Kulmbach        | Blaich, Eggenreuth, Oberndorf, Oberpurbach, Pörbitsch, Unterpurbach | 4,985         | 1215         | 4103,14        | [ 28 ]  |
| 091750 | Burghaig              | Kulmbach        | Burghaig, Lindig, Schwarzholz, Seidenhof, Weinbrücke | 5,083         | 1398         | 3635,56        | [ 29 ]  |
| 091749 | Höferänger            | Kulmbach        | Altenreuth, Biegersgut, Höferänger, Höfstätten, Niederndobrach, Rosengrund, Sackenreuth | 6,299         | 526          | 11976,22       | [ 30 ]  |
| 091758 | Katschenreuth         | [mehrere]       | | 10,378        | 1717         | 6044,55        | [ 31 ]  |
| 091758 | Katschenreuth 0       | Kulmbach        | Affalterhof, Ameisloch, Frankenberg, Grünbaum, Hitzmain, Katschenreuth, Rother Hügel, Windischenhaig                                                                                       |               |              |                |         |
| 091758 | Katschenreuth 1       | Mainleus        | Heinersreuth, Wolpersreuth |               |              |                |         |
| 091753 | Kauernburg            | Kulmbach        | Aichig, Dörnhof, Grundhaus, Kauernburg, Venetianischer Stadel | 2,443         | 604          | 4044,50        | [ 32 ]  |
| 091744 | Kirchleus             | Kulmbach        | Kirchleus, Welzmühle | 6,818         | 666          | 10237,39       | [ 33 ]  |
| 091746 | Lehenthal             | Kulmbach        | Baumgarten, Gemlenz, Grafendobrach, Lehenthal, Neufang, Ramscheid | 11,418        | 1237         | 9230,71        | [ 34 ]  |
| 091759 | Leuchau               | [mehrere]       | | 12,220        | 1581         | 7729,60        | [ 35 ]  |
| 091759 | Leuchau 0             | Kulmbach        | Donnersreuth, Frischenmühle, Gößmannsreuth, Leuchau, Oberzettlitz, Rothenhügl, Unterzettlitz,                                                                                              |               |              |                |         |
| 091759 | Leuchau 1             | Neudrossenfeld  | Berghaus, Buch am Sand, Dreschen, Eichberg, Rohr, Steinhaus, Unterlettenrangen, Wehelitz                                                                                                   |               |              |                |         |
| 091745 | Lösau                 | Kulmbach        | Einsiedel, Esbach, Holzmühle, Lösau, Wehrhaus | 5,086         | 410          | 12403,77       | [ 36 ]  |
| 091756 | Mangersreuth          | Kulmbach        | Forstlahm, Gelbe Weiden, Herlas, Kessel, Mangersreuth, Oberkodach, Plosenberg, Tiefenbach, Weiher, Wickenreuth                                                                             | 7,907         | 2974         | 2658,85        | [ 37 ]  |
| 091755 | Melkendorf            | Kulmbach        | Melkendorf, Oberauhof, Steinenhausen, Unterkodach | 4,546         | 1121         | 4055,53        | [ 38 ]  |
| 091751 | Metzdorf              | Kulmbach        | Metzdorf, Petzmannsberg, Priemershof, Ziegelhütten | 3,041         | 1781         | 1707,22        | [ 39 ]  |
| 091747 | Oberdornlach          | Kulmbach        | Bärnhof, Oberdornlach, Unterdornlach, Wadel | 6,096         | 455          | 13396,79       | [ 40 ]  |
| 091748 | Ziegelhüttener Forst  | Kulmbach        | | 5,261         | 36           | 146147,40      | [ 41 ]  |
| 091762 | Kupferberg            | Kupferberg      | Dörnhof, Kupferberg, Schallerhof, Schmölz, Unterbirkenhof | 8,285         | 1534         | 5401,15        | [ 42 ]  |
| 091763 | Ludwigschorgast       | Ludwigschorgast | Drahtmühle, Erlenmühle, Lindenhof, Ludwigschorgast | 5,942         | 1435         | 4140,79        | [ 43 ]  |
| 091739 | Mainleus              | Mainleus        | Hornschuchshausen, Mainleus, Pölz, Rothe Kelter, Unterauhof | 3,716         | 1569         | 2368,50        | [ 44 ]  |
| 091741 | Buchau                | Mainleus        | Buchau, Friedrichsberg, Steinsorg, Weihermühle, Witzmannsberg | 3,985         | 566          | 7040,87        | [ 45 ]  |
| 091732 | Danndorf              | Mainleus        | Danndorf, Schwarzholz | 4,311         | 442          | 9754,09        | [ 46 ]  |
| 091740 | Dörfles               | Mainleus        | Dörfles | 1,455         | 109          | 13347,18       | [ 47 ]  |
| 091837 | Mainecker Forst (Ost) | Mainleus        | | 1,913         | 14           | 136670,46      | [ 48 ]  |
| 091737 | Motschenbach          | Mainleus        | Motschenbach | 2,720         | 423          | 6430,67        | [ 49 ]  |
| 091743 | Proß                  | Mainleus        | Appenberg, Gundersreuth, Neuenreuth, Proß | 4,508         | 494          | 9126,04        | [ 50 ]  |
| 091731 | Schimmendorf          | Mainleus        | Schimmendorf, Straß | 4,339         | 429          | 10114,33       | [ 51 ]  |
| 091733 | Schmeilsdorf          | Mainleus        | Ruffenhaus, Schmeilsdorf | 3,002         | 556          | 5400,13        | [ 52 ]  |
| 091735 | Schwarzach b.Kulmbach | Mainleus        | Eichberg, Fassoldshof, Rothwind, Schwarzach b.Kulmbach, Schwarzholz bei Rothwind | 5,698         | 1261         | 4518,45        | [ 53 ]  |
| 091734 | Veitlahm              | Mainleus        | Veitlahm | 3,047         | 526          | 5792,90        | [ 54 ]  |
| 091736 | Wernstein             | Mainleus        | Ködnitzerberg, Prötschenbach, Wachholder, Wernstein | 1,567         | 216          | 7253,43        | [ 55 ]  |
| 091738 | Willmersreuth         | Mainleus        | Willmersreuth | 2,324         | 576          | 4034,94        | [ 56 ]  |
| 091728 | Marktleugast          | Marktleugast    | Kosermühle, Mannsflur, Marktleugast, Neuensorg (zum Teil), Ösel | 10,746        | 1962         | 5477,19        | [ 57 ]  |
| 091727 | Hohenberg             | Marktleugast    | Hohenberg, Zegastmühle | 3,819         | 597          | 6397,55        | [ 58 ]  |
| 091730 | Marienweiher          | Marktleugast    | Filshof, Hanauerhof, Hermes, Marienweiher, Roth, Steinbach, Weihermühle | 13,514        | 1143         | 11823,63       | [ 59 ]  |
| 091726 | Neuensorg             | Marktleugast    | Großrehmühle, Hinterrehberg, Kleinrehmühle, Mittelrehberg, Neuensorg (zum Teil), Vorderrehberg                                                                                             | 4,537         | 523          | 8675,58        | [ 60 ]  |
| 091729 | Traindorf             | Marktleugast    | Baiersbach, Hohenreuth, Tannenwirtshaus, Traindorf | 1,260         | 204          | 6175,34        | [ 61 ]  |
| 091771 | Marktschorgast        | Marktschorgast  | Grundmühle, Marktschorgast, Thalmühle | 9,129         | 1623         | 5624,81        | [ 62 ]  |
| 091776 | Pulst                 | Marktschorgast  | Mittelpöllitz, Oberpöllitz, Pulst, Rohrersreuth, Unterpöllitz | 5,296         | 202          | 26216,15       | [ 63 ]  |
| 091774 | Ziegenburg            | Marktschorgast  | Ziegenburg | 1,387         | 172          | 8061,50        | [ 64 ]  |
| 091804 | Neudrossenfeld        | Neudrossenfeld  | Dreschenau, Fichtelhof, Hölle, Neudrossenfeld | 5,110         | 1369         | 3732,69        | [ 65 ]  |
| 091807 | Altdrossenfeld        | Neudrossenfeld  | Aichen, Altdrossenfeld, Unterzinkenflur, Waldmannsberg | 2,053         | 469          | 4378,42        | [ 66 ]  |
| 091801 | Langenstadt           | Neudrossenfeld  | Igelsreuth, Langenstadt | 4,656         | 506          | 9202,30        | [ 67 ]  |
| 091800 | Limmersdorfer Forst   | [mehrere]       | | 11,794        | 46           | 256396,31      | [ 68 ]  |
| 091800 | Limmersdorfer Forst 0 | Neudrossenfeld  | |               |              |                |         |
| 091800 | Limmersdorfer Forst 1 | Thurnau         | |               |              |                |         |
| 091767 | Lindau                | [mehrere]       | | 12,139        | 2160         | 5619,86        | [ 69 ]  |
| 091767 | Lindau 0              | Neudrossenfeld  | Fohlenhof, Hainbühl, Heidelmühle, Unterlaitsch, Waldau |               |              |                |         |
| 091767 | Lindau 1              | Trebgast        | Lindau, Rehleithen, Siebenbrunn |               |              |                |         |
| 091806 | Muckenreuth           | Neudrossenfeld  | Hirschgründlein, Hörethshof, Jöslein, Mermettenreuth, Muckenreuth, Oberzinkenflur, Rudolphsberg, Schlappach, Tauberhof, Unterobsang                                                        | 2,697         | 468          | 5762,09        | [ 70 ]  |
| 091802 | Neuenreuth am Main    | Neudrossenfeld  | Neuenreuth am Main | 2,109         | 257          | 8204,45        | [ 71 ]  |
| 091805 | Pechgraben            | Neudrossenfeld  | Eberhardtsreuth, Eselslohe, Oberkeil, Pechgraben, Schaitz, Untergräfenthal, Unterkeil, Zoltmühle                                                                                           | 8,504         | 950          | 8951,95        | [ 72 ]  |
| 091771 | Neuenmarkt            | Neuenmarkt      | Lettenhof, Neuenmarkt, Oberlangenroth, Raasen, Reutlashof, See, Unterlangenroth | 10,359        | 1554         | 6666,28        | [ 73 ]  |
| 091770 | Hegnabrunn            | Neuenmarkt      | Brandhaus, Eichmühle, Hegnabrunn, Schlömen | 8,588         | 1606         | 5347,42        | [ 74 ]  |
| 091706 | Presseck              | Presseck        | Fürstenhof, Presseck | 4,849         | 922          | 5258,94        | [ 75 ]  |
| 091703 | Heinersreuth          | Presseck        | Birken, Breiteneben, Elbersreuth, Elbersreuthermühle, Fels, Heinersreuth, Kreuzknock, Pinzenhof, Schmölz und Wustuben                                                                      | 9,521         | 626          | 15209,52       | [ 76 ]  |
| 091702 | Köstenberg            | Presseck        | Köstenberg, Köstenhof | 1,151         | 142          | 8102,64        | [ 77 ]  |
| 091704 | Oberehesberg          | Presseck        | Oberehesberg, Unterehesberg | 2,249         | 295          | 7622,66        | [ 78 ]  |
| 091701 | Reichenbach           | Presseck        | Altenreuth, Haid, Reichenbach, Schmölz | 8,045         | 612          | 13145,27       | [ 79 ]  |
| 091710 | Rodecker Forst-West   | Presseck        | | 2,677         | 8            | 334665,47      | [ 80 ]  |
| 091708 | Schlackenreuth        | Presseck        | Ochsengarten, Petersmühle, Rützenreuth, Schlackenreuth, Schübelsmühle, Trottenreuth und Wahl                                                                                               | 5,774         | 443          | 13035,79       | [ 81 ]  |
| 091707 | Schnebes              | Presseck        | Schnebes | 1,525         | 111          | 13737,88       | [ 82 ]  |
| 091712 | Schwand               | [mehrere]       | | 17,286        | 1164         | 14850,55       | [ 83 ]  |
| 091712 | Schwand 0             | Presseck        | Braunersreuth, Schöndorf |               |              |                |         |
| 091712 | Schwand 1             | Stadtsteinach   | Birken große, Birken kleine, Deckenreuth, Eisenberg, Forkel, Frankenreuth, Gründlein, Kunreuth, Osenbaum, Petschen, Römersreuth, Schwand, Silberklippe, Vorderreuth                        |               |              |                |         |
| 091705 | Wartenfels            | Presseck        | Daigmühle, Eulenburg, Haid, Katzengraben, Reichenbach, Schafhaus, Schafhof, Seubetenreuth, Spitzberg, Wartenfels                                                                           | 6,368         | 790          | 8061,10        | [ 84 ]  |
| 091709 | Wildenstein           | Presseck        | Neumühle, Papiermühle, Premeusel, Schlackenmühle, Schlopp, Waffenhammer, Wildenstein | 5,485         | 423          | 12966,96       | [ 85 ]  |
| 091711 | Rugendorf             | Rugendorf       | Eisenwind, Feldbuch, Kübelhof, Losau, Poppenholz, Rugendorf, Zettlitz | 17,319        | 1788         | 9686,11        | [ 86 ]  |
| 091716 | Stadtsteinach         | Stadtsteinach   | Bergleshof, Deinhardsmühle, Hammermühle, Hochofen, Mittelhammer, Oberhammer, Stadtsteinach, Ziegelhütte                                                                                    | 13,415        | 3118         | 4302,36        | [ 87 ]  |
| 091714 | Stadtsteinacher Forst | Stadtsteinach   | | 4,417         | 9            | 490802,15      | [ 88 ]  |
| 091715 | Triebenreuth          | Stadtsteinach   | Schwärzleinsdorf, Triebenreuth | 3,487         | 275          | 12679,29       | [ 89 ]  |
| 091717 | Vogtendorf            | Stadtsteinach   | Vogtendorf | 1,893         | 143          | 13240,92       | [ 90 ]  |
| 091713 | Zaubach               | Stadtsteinach   | Höfles, Oberzaubach, Unterzaubach | 6,471         | 965          | 6706,01        | [ 91 ]  |
| 091791 | Thurnau               | Thurnau         | Eckersdorf, Fallmeisterei, Neidsmühle, Oberschorrmühle, Oberwolfsknock, Thurnau, Todtenhaus, Unterschorrmühle                                                                              | 6,576         | 1626         | 4044,55        | [ 92 ]  |
| 091799 | Alladorf              | Thurnau         | Alladorf, Lochau, Trumsdorf | 15,446        | 1909         | 8091,25        | [ 93 ]  |
| 091793 | Berndorf              | Thurnau         | Berndorf, Hohezorn, Poppenleithen, Quartier, Ruh, Wiesenmühle | 3,048         | 607          | 5020,93        | [ 94 ]  |
| 091797 | Felkendorf            | Thurnau         | Felkendorf, Kleetzhöfe, Meißnersleithen, Putzenstein | 2,910         | 363          | 8016,03        | [ 95 ]  |
| 091790 | Hutschdorf            | Thurnau         | Bauloch, Buchloch, Fahrenbühl, Hammerhaus, Hutschdorf, Hutweide, Katzenlohe, Kemeritz, Lanzenreuth, Partenfeld, Rottlersreuth, Schlottermühle                                              | 7,892         | 1021         | 7729,45        | [ 96 ]  |
| 091794 | Limmersdorf I         | Thurnau         | Kröglitzen, Limmersdorf, Reuthof | 3,243         | 983          | 3298,66        | [ 97 ]  |
| 091795 | Limmersdorf II        | Thurnau         | Hörlinreuth | 1,175         | 98           | 11990,09       | [ 98 ]  |
| 091796 | Limmersdorf III       | Thurnau         | Forstleithen, Neuwirthshaus | 4,085         | 178          | 22951,64       | [ 99 ]  |
| 091798 | Tannfeld              | Thurnau         | Tannfeld | 6,510         | 811          | 8027,58        | [ 100 ] |
| 091768 | Trebgast              | Trebgast        | Eichholz, Feuln, Michelsreuth, Tauschthal, Trebgast, Waizendorf, Weiherleithen, Wolfsbach                                                                                                  | 10,233        | 1896         | 5397,16        | [ 101 ] |
| 091760 | Untersteinach         | Untersteinach   | Gumpersdorf, Hummendorf, Untersteinach | 11,425        | 2054         | 5562,53        | [ 102 ] |
| 091773 | Wirsberg              | Wirsberg        | Sessenreuth, Wirsberg | 7,016         | 1428         | 4913,42        | [ 103 ] |
| 091772 | Neufang               | Wirsberg        | Adlerhütte (goldene), Birkenhof, Cottenau, Einöde, Neufang, Osserich, Schlackenmühle, Weißenbach                                                                                           | 10,196        | 933          | 10928,13       | [ 104 ] |
| 091787 | Wonsees               | Wonsees         | Feulersdorf, Plötzmühle, Schlötzmühle, Wonsees, Zedersitz | 11,148        | 1484         | 7512,28        | [ 105 ] |
| 091789 | Sanspareil            | Wonsees         | Gelbsreuth, Großenhül, Kleinhül, Sanspareil | 16,240        | 1945         | 8349,52        | [ 106 ] |